# Uraarachne
Uraarachne is een geslacht van spinnen uit de  familie van de Thomisidae (krabspinnen).

## Soorten
- Uraarachne longa Keyserling, 1880
- Uraarachne vittata (Caporiacco, 1954)